# Julia (filme de 2008)
Julia (bra: Julia; prt: Júlia - Uma Vida de Sombras) é um filme belgo-franco-méxico-estadunidense de 2008, dos gêneros drama, suspense e policial, dirigido por Erick Zonca, com roteiro dele e de Aude Py inspirado no filme Gloria, de John Cassavetes.

## Elenco
- Tilda Swinton como Julia
- Aidan Gould como Tom
- Saul Rubinek como Mitch
- Kate del Castillo como Elena
- Jude Ciccolella como Nick
- Bruno Bichir as Diego
- Kevin Kilner como Johnny
- Ezra Buzzington como George
- Eugene Byrd como Leon
- Horacio Garcia Rojas como Santos
- John Bellucci como Phillip
- Roger Cudney como Frank
- Neko Parham como Ejay

## Lançamento
O filme estreou em 9 de fevereiro de 2008 no Festival Internacional de Cinema de Berlim  e, em seguida, foi lançado mundialmente.

## Recepção crítica
No Rotten Tomatoes, o filme tem um índice de aprovação de 72% com base em 58 críticas, com uma classificação média de 6,4/10. O consenso crítico do site diz: "Tilda Swinton oferece uma performance poderosa em Julia, um thriller tenso e um estudo de personagem sombrio".